# Lutocin (gmina)
Lutocin – gmina wiejska w województwie mazowieckim, w powiecie żuromińskim. W latach 1975–1998 gmina położona była w województwie ciechanowskim.
Siedziba gminy to Lutocin.
Według danych z 30 czerwca 2004 gminę zamieszkiwało 4656 osób. Według danych z 31 grudnia 2017 roku gminę zamieszkiwało 4331 osób. Natomiast według danych z 31 grudnia 2019 roku gminę zamieszkiwało 4419 osób.

## Struktura powierzchni
Według danych z 1 stycznia 2020 roku gmina Lutocin ma obszar 126,46 km², w tym:
- użytki rolne: 72%
- użytki leśne: 20%

Gmina stanowi 15,66% powierzchni powiatu.

## Demografia

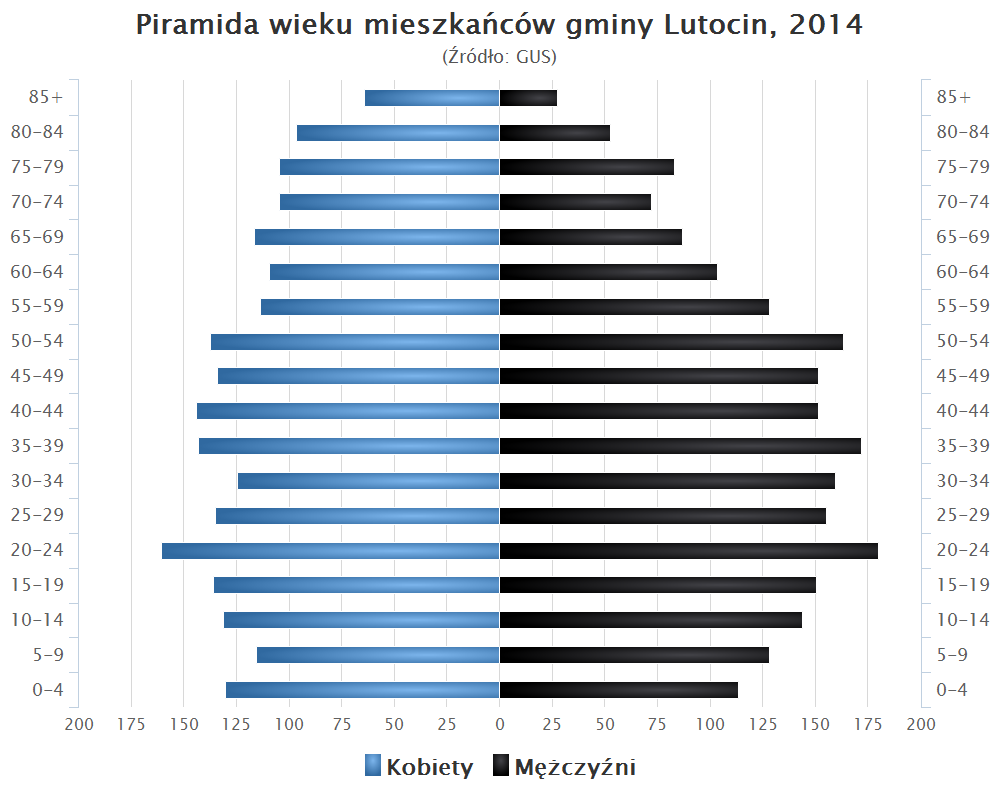
Piramida wieku mieszkańców gminy Lutocin w 2014 roku

Dane z 30 czerwca 2004:
| Opis                              | Ogółem | Ogółem | Kobiety | Kobiety | Mężczyźni | Mężczyźni |
| --------------------------------- | ------ | ------ | ------- | ------- | --------- | --------- |
| jednostka                         | osób   | %      | osób    | %       | osób      | %         |
| populacja                         | 4656   | 100    | 2348    | 50,4    | 2308      | 49,6      |
| gęstość zaludnienia (mieszk./km²) | 36,9   | 36,9   | 18,6    | 18,6    | 18,3      | 18,3      |

## Sołectwa
Boguszewiec, Chrapoń, Chromakowo, Dębówka, Elżbiecin, Felcyn, Głęboka, Jonne, Lutocin, Mojnowo, Przeradz Nowy, Obręb, Parlin, Pietrzyk, Przeradz Mały, Przeradz Wielki, Seroki, Siemcichy, Swojęcin, Szoniec, Zimolza
Pozostałe miejscowości podstawowe: Jakubowo, Psota, Rak, Starcz i Szczypiornia.

## Sąsiednie gminy
Bieżuń, Lubowidz, Rościszewo, Skrwilno, Żuromin